# 麥肯錫7S框架

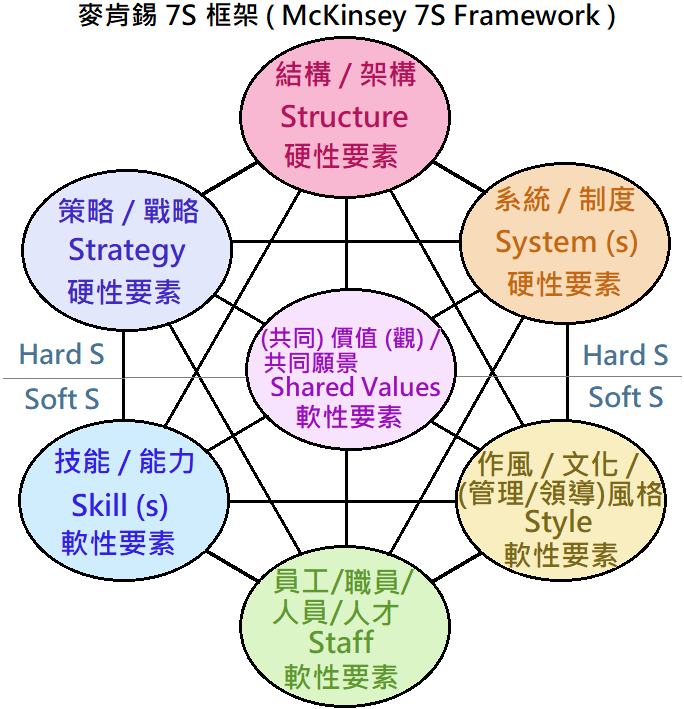
麥肯錫7S框架（McKinsey 7S Framework）的中文翻譯

麥肯錫7S框架是在1980年代由商業顧問小罗伯特·H·沃特曼和汤姆·彼得斯（他們也發展了「走動式管理」主題，並著有《追求卓越：探索成功企業的特質》一書）所開發的管理模型。這是一個針對群組的策略願景，包含企業、事業單位和團隊。而這7S的構面分別是結構（Structure）、系統（Systems）、風格（Style）、員工（Staff）、技能（Skills）、策略（Strategy）與共同價值（Shared values），此模型最常用作組織分析工具來評估和監控組織內部情況的變化。

## 目的
麥肯錫7S框架主要是分析組織在實現其預期目標方面處於哪種位置，該框架的基本前提是，如果一個組織要成功，就需要協調組織的7個內部構面。而這7個相互依存的要素分別是：
- 硬性要素
  - 結構（Structure）：使公司能夠專注於被認為對其發展很重要的領域，包含活動分工、整合和協調機制。
  - 系統（Systems）：包括衡量、獎勵和資源分配的正式和非正式程序。
  - 策略（Strategy）：其定義為公司為回應或預期其外部環境的變化而計劃的一系列行動。這些行動使公司能夠提高其競爭地位，而企業的目標以及組織亦尋求增強其競爭優勢的方式。
- 軟性要素
  - 風格（Style）：風格是關鍵群體的典型行為模式，例如首席执行官、經理和其他專業人士。
  - 員工（Staff）：員工將人視為資源庫，需要培養、開發、保護和分配，包含組織的人力資源、人口統計、教育和態度特徵等。
  - 技能（Skills）：組織的核心競爭力和獨特能力，但有人認為舊的技能往往會成為發展新技能的障礙。
  - 共同價值（Shared values）：這些價值觀定義了公司的主要信念和抱負，這些信念和抱負構成了其企業文化的核心。共同價值被認為是核心價值的主要原因是因為它們影響和塑造組織的文化，進而影響組織內個人的行為和決策方式。

## 外部連結
- Structure is Not Organization （页面存档备份，存于） -Business Horizons, June 1980.